# 奴隷市場 (ゲーム)
『奴隷市場』（どれいいちば）は、2000年12月22日にrúfから発売されたMicrosoft Windows用アダルトゲーム作品。中世の地中海世界を舞台にしている。
2001年12月14日にはリニューアル版『奴隷市場 Renaissance』（どれいいちば ルネッサンス）が発売され、2006年3月10日にはその廉価版が発売されている。
2002年には『奴隷市場 Renaissance』のタイトルでアダルトアニメ化された。

## 概要
陵辱系のルートもあるが、純愛シナリオこそがこのゲームの真価である。
リニューアル版の『奴隷市場 Renaissance』より新要素を追加した内容は以下の通り。
- ヒロイン3人同時購入のシナリオ追加
- 男性キャラクターもフルボイス化
- 既存のシナリオにも新規イベントとCGを追加
- ヒロインたちのHシーンを追加

## ストーリー
時は1618年。ヴェネツィア共和国（ロンバルディア同盟）の特命を受けた主人公:キャシアス・ジレ・パルヴィスは、国家の命により、神聖アイマール帝国の帝都コンスタンティノヴァールへの航海に出立する。帝都で親友のファルコ（ファルネリウス・カラブリア）の出迎えを受けたキャシアスは身の回りの世話役を捜すことになる。最初に連れられたのは、人間たちのあらゆる快楽と希望と悪徳が充満する場所・奴隷市場であった。
ゲームは市場で奴隷を買い付ける所から始まる。市場には3人の女奴隷が並べられており、この中から１人を選んで買うことができる。誰も買わずに立ち去ることも可能。買い取った後は例外を除いて、何をしようともプレイヤーの自由となる。
奴隷の少女との生活で彼女らの過去に触れていくキャシアスだったが、帝国との交渉は決裂し国外退去の時が迫る。帝国では奴隷の買い主は殺生与奪権まで与えられるが、唯一の例外が帝国の財産である奴隷の国外への連れ出しであり、例外なく禁じられていた。国外退去を強いられたキャシアスは決断を迫られる。

## 登場人物
※声の表記はPC版 / アダルトアニメ版の順。
キャシアス・ジレ・パルヴィス
声 - 鴻池真守 / 鴻池守
共和国陸軍の参謀。ヴェネツィア貴族の次男坊。愛称はキャス。
ファルネリウス・カラブリア
声 - タケル / 同左
キャシアスの親友。ヴェネツィア貴族の庶子であり、帝都で豪商として大成している。愛称はファルコ。
奴隷は身の回りの世話をさせる道具と割り切っている。キャシアスに奴隷を勧めたのも単に彼が帝都にいる短い期間に良い生活ができるように考えたからであり、（純愛ルートで）奴隷に優しく接するキャシアスを意外そうな目を向けるが、同時に深入りする彼に「（別れが辛くなるから）必要以上に情をかけるな」と警告をしている。
ミアルートで、彼女がイタリア語を理解できているのではないかと感づいた際に、演技で風呂場でキャシアスに迫った事がある。
ビアンカ
声 - 木葉楓 / 同左
キャシアスが奴隷市場から買い取った奴隷の一人。トランシルヴァニア人。銀髪を持つ小柄な美少女。元はルーマニアの地方領主の姫君であったが、戦乱のショックで幼児退行を起こしている為に精神年齢が幼く主人公を兄と慕う。異形の殺し屋カルガラに執拗に狙われてる。
草花を咲かせたり死んだ鳩達を生き返らせる不思議な力を持っており、ジャラルディ曰く「ルーマニアの怪物の伝承がある城で発見した」「赤い瞳の双子が匿われており、城に入った時、城内の人間は黒く焼け焦げ、ビアンカの傍らには貴族の息子と思われる焼死体があった」との事。
セシリア
声 - 北都南 / 同左
キャシアスが奴隷市場から買い取った奴隷の一人。ロンバルディア人。亜麻色の髪を持つ気品漂う美しい女性。フローラを守り気丈に生きてきた。元は高貴な身分の出身のようだが多くを語らない。その過去の為に何者かに命を狙われている。
元は貧しい地方貴族の娘で、はした金で別の貴族に売られ、そこの息子の性交練習の相手をさせられた後は城の男達に輪姦された。しかし、子供を孕んだ事で殺されそうになり、海賊に売られ、奴隷商人を経て、ある老貴族に買われフローラを生み育てていた。老貴族はセシリアとフローラを可愛がっていたものの亡くなってしまい、その死後に再度奴隷に逆戻りした経緯がある。
純愛ED後、「彼女が幸せになった」と現代の博物館で語る子孫と思わしき女性が登場する。
ミア
声 - 藤代奈央 / 同左
キャシアスが奴隷市場から買い取った奴隷の一人。アイマール人。褐色の肌を持つ女性で、自ら奴隷の身分となった。何をされても動じない超然とした態度から特異な過去が見受けられる。喉笛を破られ声が出せない。
実は喉は治っており喋れるのだが、再び喉を破られる事を恐れ喋れない振りをしていたが、キャシアスに心を開くにつれ喋れるようになる。
元は暗殺集団「山の長老」の暗殺者だったが、逃げ出し奴隷に身を落としていた。暗殺者としての能力は高く、ノーマルEDでキャシアスが反乱軍に連行された際、彼に危害を加えた事が彼女の逆鱗に触れ、自身を辱めようとした兵士の首をねじ切り、拷問塔にいた全兵士を一人で殺害した（キャシアスの救出に成功するが、彼女自身も致命傷を負ってしまう）。
シレーネ
声 - 藤代奈央 / 同左
親友ファルコの奴隷
カテリーナ
声 - 北条明日香
主人公の友人でファルコの姉。
フローラ
声 - 北条明日香
セシリアが連れている女の子。素直で明るい性格。実はセシリアの娘で、セシリアの最初の主人である貴族の息子が跡取りを残さず死亡した為、その後継者にする為に狙われている。父親は貴族の息子と思われる（貴族サイドはそう考えている）が、妊娠判明は輪姦された後である為、真相は不明。
ルカ
声 - 北条明日香 / 春野伊吹
2人しかいない傭兵団の傭兵。セシリア純愛ルートだと協力者だが、凌辱ルートだと引導を渡されれる
ガリバルディ
声 - 一条和矢
ドラクア
声 - 一条和矢 / 毬埜无蜘
2人しかいない傭兵団の傭兵。セシリア純愛ルートだと協力者だが、凌辱ルートだと引導を渡されれる
パイトーン
声 - 白井ヒデユキ / 邪封淋
サヴェッリ
声 - 白井ヒデユキ
ラーレン
声 - TAKASHI
ボウジェッド
声 - TAKASHI / 窪塚琢也
ジャラルディ
声 - 石田嵩
帝国親衛隊の隊長。ルーマニアでビアンカを助けた人物であり、自らの手元に置いておくことができず、仕方なく奴隷市場に連れて行った。（純愛ルートの場合）ビアンカを引き取った主人公に感謝している。
バハリ
声 - 石田嵩
バルバリゴ
声 - 寿一
ジッバウ
声 - 寿一
デイヴァッド
声 - 葉月パル
サイイド
声 - 葉月パル / 本田龍
グリマーニ
声 - おぼれ谷リアス
ルールアバ
声 - おぼれ谷リアス / 杉崎和哉
カルガラ
声 - ？ / 石田嵩

## スタッフ
- 原画 - 由良
- シナリオ - 菅沼恭司、まっすう
- 音楽 - I've、砂姫冬馬、あゆか51、ざくろ石

## 主題歌
オープニングテーマ「To Lose In Amber」
作詞：SAYUMI / 作曲：高瀬一矢 / 唄：島宮えい子
エンディングテーマ「祈りの時代」
作詞：KOTOKO / 作曲：高瀬一矢 / 唄：MELL

## OVA
各巻リスト
- 『奴隷市場』 SLAVE I 〜Bianca〜（2002年5月31日発売） DISE-0034
- 『奴隷市場』 SLAVE II 〜Cecilia〜（2002年8月30日発売） DISE-0039
- 『奴隷市場』 SLAVE III 〜Myia〜（2002年11月29日発売） DISE-0043
- 『奴隷市場』 完全版（2009年7月31日発売） DISEB-002

スタッフ
- 原作：rúf
- 脚本：鶴岡直輝
- 演出・絵コンテ：小野勝巳
- キャラクターデザイン・監督：滝沢潤
- 作画監督：柳瀬讓二
- 美術監督：TAKAO SAWADA
- 色彩設計：林可奈子
- 音楽：佐野広明[1話・2話・3話]、西澤武[2話]
- 音響監督：黒沢尋之
- 編集：斉藤伸一
- エグゼクティブプロデューサー：田中辰弥
- プロデューサー：瀬戸勝
- プロダクションマネージャー：伊藤将志
- 制作協力：LIBERTY SHIP

主題歌
エンディングテーマ「To lose in amber」
作詞 / 作曲：高瀬一矢、唄：島宮えい子

## ジュブナイルポルノ
- 『奴隷市場』 （著：菅沼恭司・イラスト：由良・監修：rúf、パラダイム、2001年5月19日発売） ISBN 4-894-90113-7
- 『奴隷市場 Renaissance』 （著：菅沼恭司・イラスト：由良・監修：rúf、パラダイム、2002年5月3日発売） ISBN 4-894-90148-X